# Voyelle pré-ouverte postérieure non arrondie
La voyelle pré-ouverte postérieure non arrondie est une voyelle utilisée dans certaines langues. Elle n’a pas de symbole propre dans l'alphabet phonétique international mais peut être représentée en combinant des signes diacritiques avec des symboles de voyelles proches : [ɑ̝], [ʌ̞] et [ɐ̠], et leurs équivalents X-SAMPA sont A_r, V_o et 6_-.
[ɑ̝] est le symbole alpha ‹ ɑ › avec un taquet haut représentant une voyelle plus fermée que la voyelle ouverte postérieure non arrondie [ɑ] ; [ʌ̞] est le symbole v culbuté ‹ ʌ ›avec un taquet bas représentant une voyelle plus ouverte que la voyelle mi-ouverte postérieure non arrondie [ʌ] ; [ɐ̠] est le symbole a culbuté ‹ ɐ › avec un signe moins représentant une voyelle plus antérieure que la voyelle pré-ouverte centrale [ɐ].

## Caractéristiques
- Son degré d'aperture est pré-ouvert, ce qui signifie que la position de la langue est proche de celle d'une voyelle basse, mais légèrement moins resserrée.
- Son point d'articulation est postérieur, ce qui signifie que la langue est placée aussi loin que possible à l'arrière de la bouche.
- Son caractère de rondeur est non arrondi, ce qui signifie que les lèvres ne sont pas arrondies.

## Langues
| Langues | Mots  | Prononciations | Sens           | Notes                                                                    |
| ------- | ----- | -------------- | -------------- | ------------------------------------------------------------------------ |
| Finnois | lanka | [lɑ̝Nkɑ̝]        | « fil »        | Voyelle postérieure autant ouverte que /æ/, généralement transcrite [ɑ]. |
| Suédois | mat   | [mɑ̝ːt]         | « nourriture » | Voyelle postérieure moins ouverte que /a/, légèrement arrondie.          |